# Hodně štěstí, Charlie (3. řada)
Třetí řada televizního seriálu Hodně štěstí, Charlie je pokračování druhé řady téhož seriálu. Má celkem 21 dílů, v českém vysílání rozdělených do 23. Americká televizní stanice Disney Channel je vysílala premiérově v období od 6. května 2012 do 20. ledna 2013. Díly nebyly vysílány podle pořadí produkce.

## Přehled řady
| Řada | Řada | Díly | USA            | USA            | ČR             | ČR                |
| Řada | Řada | Díly | Premiéra řady  | Finále řady    | Premiéra řady  | Finále řady       |
| ---- | ---- | ---- | -------------- | -------------- | -------------- | ----------------- |
|      | 3    | 21   | 6. května 2012 | 20. ledna 2013 | 12. ledna 2013 | 22. prosince 2013 |

## Obsazení
Bridgit Mendler, Jason Dolley, Bradley Steven Perry, Mia Talerico, Leigh Allyn Baker a Eric Allan Kramer účinkovali ve všech dílech.

## Díly
| Č. v seriálu | Č. v řadě | Originální název      | Český název                | Premiéra v USA     | Premiéra v ČR     |
| --- | --------- | --------------------- | -------------------------- | ------------------ | ----------------- |
| 57 | 1         | Make Room for Baby    | Bude nás víc               | 6. května 2012     | 12. ledna 2013    |
| Páté dítě rodiny Duncanových je na cestě a Amy vyžaduje větší dům, ve kterém se tak nebudou tlačit. Ne všichni ale s touto myšlenkou souhlasí, zejména Bob. Mezitím jsou Teddy a Spencer na konkurzu aby mohli dělat divadlo v krytých prostorech a ne venku. To, že Gabe odchází činí šťastnou paní Dabneyovou. Oba se začnou předhánět ve vtípcích, protože oba chtějí bít tím co se bude smát naposled. Když už je rodina sbalená a připravená k odchodu, Amy se vrací do domu s tím, že něco zapomněla. Vynoří se jí všechny vzpomínky, které v domě společně s dětmi prožili a poté se rozhodne, že chce zůstat. |           |                       |                            |                    |                   |
| 58 | 2         | Bad Luck Teddy        | Teddy nosí smůlu           | 6. května 2012     | 12. ledna 2013    |
| Od té doby co jsou Teddy a Spencer zase spolu basketbalový tým nevyhrál. To vede všechny k tomu, aby si mysleli že Teddy nosí smůlu. Mezitím Gabe slyší jak se Amy a Bob baví o tom, že ho pošlou do vojenské školy a tak se začne chovat jak nejlépe dokáže. Později zjistí, že to není pravda no Amy a Bob se rozhodnout jeho chování ještě trochu využít. Mezitím chodí PJ pořád do kadeřnictví, kvůli šarmantní Syd, které tam pracuje jako kadeřnice. Hostující hvězdy: Raven Goodwin jako Ivy Wentzová, Rachel Melvin jako Syd |           |                       |                            |                    |                   |
| 59 | 3         | Amy Needs a Shower    | Párty pro Amy              | 13. května 2012    | 19. ledna 2013    |
| Amy přesvědčuje Mary Lou Wentzovou aby pro ni uspořádala Baby Shower, oslavu pro nenarozené miminko. Dochází ale k zvratu a Charlie řekne všem hostům na oslavě, že je Amy pomlouvala. Všichni jsou naštvaní a odcházejí. Teddy a Ivy se mezitím musí zapojit k veřejně prospěšným pracím, protože jinak je nepustí k maturitě. Jdou do rádia, problém však je, že je to to nejhorší a nejnudnější rádio ze všech. Gabe a PJ zatím bojují o přízeň Boba, protože pouze jednoho z nich může vzít na hokej. Hostující hvězdy: Raven Goodwin jako Ivy Wentzová, Ellia English jako Mary Lou Wentzová |           |                       |                            |                    |                   |
| 60 | 4         | Dress Mess            | Šaty na ples               | 13. května 2012    | 26. ledna 2013    |
| Teddy se chystá na maturitní ples. Amy jí k tomu chce dát její staré plesové šaty. Teddy se šaty vůbec nelíbí, protože jsou až příliš zastaralé. Nechce ale ranit city Amy a tak jí to neřekne. Na ples odchází v Amyných šatech no hned jak přijíždí do školy se jich zbavuje a dává si své šaty. Když PJ roznáší kuřata, potkává holku Taylor, která ho zve na její ples. PJ ale netuší, že Taylor má domácí školu a její ples bude mít jenom 2 hosty a bude se konat u něj ve sklepě. Poté, co jde Amy na ultrazvuk nechce zná pohlaví miminka až do porodu. Naopak Boba to zajímá. Doktor mu to ale nemůže prozradit, dokud to Amy nepovolí. Gabe se rozhodne Bobobi pomoct a ukradne máminu zdravotní kartu. Bob a Gabe zjišťují, že čekají trojčata. Došlo ale k omylu a Gabe nesebral kartu Amy ale Angeli Duncanové, což ale Bob a Gabe netuší. |           |                       |                            |                    |                   |
| 61 | 5         | Catch Me If You Can   | Chyť mě, jestli to dokážeš | 20. května 2012    | 2. února 2013     |
| Teddy a Spencer tajně zkoušejí na muzikál "Franny zachraňuje farmu!" kde hraje Teddy hlavní roli. Amy o tom zaslechne Teddy a Spencera mluvit přes baby vysílačku a sleduje je. Je šokovaná když je odhaluje při zkoušce v divadle. Teddy jí to nechtěla říct protože byla přesvědčená, že se do toho bude Amy míchat, jelikož miluje reflektory. Nakonec Amy zastupuje jednoho z herců protože si zlomí nohu. Mezitím chce Bob zoufale chytit anakondu, aby dokázal Gabeovi, že na to má. Navíc se do toho zamíchá lovec Quint, který jda také po anakondě a Bob ho chce porazit. Mezitím Mitchi, PJův šéf, ho žádá aby zjistil kdo krade kuřata v Kwikki Chikki. Hostující hvězdy: Allan Havey jako Quint |           |                       |                            |                    |                   |
| 62 | 6         | Name That Baby        | Jméno pro miminko          | 15. června 2012    | 16. února 2013    |
| Amy a Bob hlasují za jméno pro páté miminko rodiny Duncanových. Mezitím hledá Teddy vhodné místo, kde bude mít klid na učení před závěrečnou zkouškou. PJ musí splnit poslední úkol z tělocviku, aby mohl odmaturovat. Mezitím slyší Amy a Bob jak říká Gabe Chalrie, že s příchodem dalšího mimika na ní zapomenou, tak jak to bylo u něj. Amy a Bob se mu tedy rozhodnout vše vynahradit a trávit s ním čas. |           |                       |                            |                    |                   |
| 63 | 7         | Special Delivery      | Slavný den                 | 24. června 2012    | 9. března 2013    |
| Pátý člen rodiny Duncanových se měl narodit už před týdnem a Amy je z přenášení nervózní, a znervózňuje tím celou rodinu. Teddy chce pomoct mámě aby už konečně porodila, no Amy nechce rodit na narozeniny Charlie, protože se obává, že by se pak na ní zapomnělo. Bob a PJ jdou hledat nové auto. Když najdou dokonalé auto a přivádějí ho domu, naneštěstí zjišťují, že se nedá do garáže. Gabe je poslán do obchodu, aby koupil panenku k narozeninám Charlie, no místo panenky si kupuje videohru. Amy začíná rodit a Taddy zjišťuje, že Amy zapomněla rozeslat pozvánky na narozeninovou oslavu Charlie a tak žádá PJe a Gabea, aby jí udělali oslavu, než půjdou oni do nemocnice. Na cestě do nemocnice ale selže Teddyno auto a tak pokračují do nemocnice stopem ve zmrzlinářském autě. Na cestě se Amy narodí její chlapeček Toby Wan Kenobi Duncan. Poznámka: Tento díl je hodinový speciál, v ČR vysílán jako 2 díly. Jméno Toby Duncan vybralo 26 milionů lidí na celém světě v internetové anketě. Tento díl se stal v USA se sledovaností 7,5 milionů lidí zatím nejsledovanějším dílem seriálu |           |                       |                            |                    |                   |
| 64 | 8         | Welcome Home          | Vítej doma                 | 1. července 2012   | 23. března 2013   |
| Linda, Bobova matka, přijíždí k Duncanovým pomoct s Tobym. Amy se s ní ale nedokáže snést a tak žádá Teddy, aby jí držela co nejdál od ní. Mezitím slaví Teddy a Spencer své desetměsíční výročí od toho, co se dali opět dohromady. PJ a Gabe najdou starý dopis v krabici se starými věcmi, kterou jim dala paní Dabneyová. V dopise stojí, že na její zahradě je zakopané velké množství peněz. PJ a Gabe se rozhodnou hned kopat na její zahradě. Nakonec zjišťují, že byli součástí plánu Dabneyové, která potřebovala vykopat jámu na novou vířivku. Hostující hvězdy: Shirley Jones jako Linda |           |                       |                            |                    |                   |
| 65 | 9         | Baby's First Vacation | První dovolená s miminkem  | 15. července 2012  | 6. dubna 2013     |
| Rodina se rozhodne jít na dovolenou ke "Smrťákově jezeru". Jakmile dorazí, zjišťují, že v domě ve kterém jsou ubytovaní opravdu straší. Mezitím dělají Teddy a Ivy v domě párty, zatím co je rodina na dovolené. Mejdan jim ale narušuje paní Dabneyová, která chce za to, aby je nepráskla rodičům zůstat na párty s nimi. Nakonec se ale o párty Amy a Bob dovídají. Duncanovi nakonec zjišťují, že během pobytu u "Smrťákovém jezeru" se stali postavami v reality show s názvem "Dům hrůzy". Hostující hvězdy: Raven Goodwin jako Ivy Wentzová |           |                       |                            |                    |                   |
| 66 | 10        | Wentz's Weather Girls | Wentzsovi rosničky         | 29. července 2012  | 20. dubna 2013    |
| Harry, Ivyn otec, je v depresi z toho, že získal bezvýznamné instalatérské ocenění. Teddy ve snaze pomoct mu, mu řekne, aby šel za svými sny. Na radu Teddy si pán Wentz otevírá vlastní restauraci s předpovědmi o počasí. Teddy a Ivy dostávají práci jako číšnice, no zjišťují, že musí být součástí show o počasí. Teddy a Ivy se to nelíbí a tak se snaží dostat padáka. Mezitím se Gabeovi zalíbí holka jménem Jade a snaží se ji přesvědčit, že je jemný a hodný kluk. PJ a Emmett se rozhodnout dát si odvetu dětského závodu (z dílu První krůčky), no tento krát na tříkolce. Hostující hvězdy: Raven Goodwin jako Ivy Wentzová, Ellia English jako Mary Lou Wentzová, William Allen Young jako Harry Wentz |           |                       |                            |                    |                   |
| 67 | 11        | Baby Steps            | Nové krůčky                | 12. srpna 2012     | 5. května 2013    |
| PJ oznamuje, že se stěhuje do vlastního bytu s Emettem, aby byl blíže k vysoké školy a zároveň chce začít žít na vlastní pěst. Amy má zlomené srdce, protože PJ dospěl tak rychle a není připravena na tak velkou změnu. Mezitím po nepříjemném setkání s Lynn, Spencerovou matkou, se Teddy domnívá, že ji nemá ráda a tak se ji rozhodne pozvat do své oblíbené restaurace, aby se lépe poznali. Gabe zjišťuje, že se Bob bojí nosit Tobyho po schodech nahoru a dolů , po té co před lety spadl s Charlie (v dílu Rande). Hostující hvězdy: Andrea Bendewald jako Lynn Poznámka: Spencerovu matku hraje v tomto dílu Andrea Bendewald, no v dílu 1x15 Internetová hvězda ji hrála Stacey Travis |           |                       |                            |                    |                   |
| 68 | 12        | T. Wrecks             | Týmová hra                 | 26. srpna 2012     | 18. května 2013   |
| Teddy dostane inspiraci přihlásit se na Volejbal po absolvování Spencerové volejbalové hry. Když se tak stane, trenér Hammerstone jí dává přezdívku T.Wracks. Naneštěstí Teddy je příliš milá a hodná a tak je těžké se této přezdívky zbavit. Poté, co má sen, že s ní všichni takhle zachází, začne hrát opravdu agresivně. Mezitím staví Gabe model vesmírné rakety do vědecké třídy. Bob hledá útěchu v bytě PJe, protože jejich dům je na něj příliš hlučný a otravný. Hostující hvězdy: Sean O'Bryan jako trenér Hammerstone |           |                       |                            |                    |                   |
| 69 | 13        | Teddy and the Bambino | Teddy hlídá miminko        | 16. září 2012      | 8. června 2013    |
| Když je mateřská dovolená Amy u konce, vrací se do práce v nemocnici. Na své zděšení ale zjišťuje, že Karen je rozvedená a je také opět v práci. Amy navíc začíná mýt halucinace s Charlie a Tobym, protože jí moc chybí. Když i Bob i Amy pracují, PJ a Gabe dostávají do péče Charlie, no nejde vše tak hladce, když Charlie uteče. Mezitím se Teddy věnuje soutěži OSN společně s Victorem. Musí ale hlídat Tobyho, a jeho pláč přivádí Victora k šílenství. Tobyho ale uklidňuje zpěv a když Teddy a Victor svou závěrečnou prezentaci zazpívají, nejen že uklidní Tobbyho, ale také vítězí. Nakonec si Amy uvědomuje, že to takhle nejde a vrací se opět domů na mateřskou dovolenou. Hostující hvězdy: Kevin Covais jako Victor |           |                       |                            |                    |                   |
| 70 | 14        | Team Mom              | Máti týmu                  | 23. září 2012      | 7. září 2013      |
| Teddyn volejbalový tým pořád prohrává, takže novou "Máti týmu" se stává máma. Amy zve všechny holky z týmu, včetně Kelsey a Vonnie na pyžamový večírek, v naději, že se sblíží a když budou spolupracovat konečně zvítězí. Mezitím začne Gabe chodit s Emmou, no když Bob potkává jejího otce Randyho, nelíbí se mu, protože je hrozně otravný. PJ získává práci jako technik. Dochází ale k chybě a jeho nová sousedka Molly si myslí, že je lékař. PJ ji v této lži nechá. Později ale zjišťuje pravdu, no i ona má tajemství, protože pracuje jako klaun, co se PJeovi rozhodně nelíbí. Hostující hvězdy: Coco Jones jako Kelsey, Cyrina Fiallo jako Vonnie |           |                       |                            |                    |                   |
| 71 | 15        | Le Halloween          | Halloween po francouzsku   | 7. října 2012      | 23. října 2013    |
| Je tady první Tobbyho Halloween. Amy trvá na tom aby se s Bobem oblékli do kostýmů. Amy se obléká do kostýmu klokana, dokonce i s pouzdrem na Tobyho a Charlie. Bob si dává plášť na svou deratizérskou uniformu a říká si kapitán Extermo. Amy si ale myslí, že jeho kostým je hrozný a není vůbec v duchu Halloweenu. Teddy ví, že PJ skvěle vaří a tak ho žádá, aby jí navařil francouzské jídlo na počest jejího ročního výročí se Spencerem. Teddy se rozhodně udělat oslavu v bytě PJe, tak Spencer nebude nic tušit. Později Taddy a Spencer přicházejí do PJova bytu, který je vyzdoben ve francouzském stylu. Poté je Teddy trapně když zjišťuje, že si Spencer nepamatuje, jak se seznámili. Mezitím je Gabe podveden paní Dabneyovou. |           |                       |                            |                    |                   |
| 72 | 16        | Guys & Dolls          | Kluci a panenky            | 14. října 2012     | 14. září 2013     |
| Poté, co měli Spencer a Teddy hádku se přichází Spencer omluvit, ale místo toho dostává radu od Boba, jak zacházet se ženami Duncanovými, protože podle něj je na to on sám expert. Bob ale netuší, že tento rozhovor slyší i Amy. Mezitím se Any obává, že Charlie si ještě pořád nezvykla na Tobyho, a tak přesvědčí Charlie, že Toby může mluvit. Když jsou Charlie a Toby sami, Amy používá baby vysílačku a předstírá, že je Toby. Když se Amy zeptá, jestli Charlie miluje Tobyho, ona odpoví "ano" a to zahřeje Amyno srdce. |           |                       |                            |                    |                   |
| 73 | 17        | Nurse Blankenhooper   | Školní zdravotnice         | 28. října 2012     | 22. října 2013    |
| Zrovna když se Gabe stane ve škole populárním, Amy dostává částečný úvazek jako ošetřovatelka v jeho škole. Gabe nechce aby Amy zničila jeho velký úspěch a tak se dohodnou, že budou předstírat, že se neznají. Amy tedy vystupuje pod svým jménem, které měla za svobodna, Blankenhooperová. Mezitím pracují Teddy a Vonnie na společném projektu, no jediným důvodem proč si Vonnie vybrala Teddy je, že chtěla získat dobrou známku. Když Teddy dostane zánět hrtanu, je bezradná Vonnie zděšená, protože teď musí udělat svůj projekt sama. Mezitím, musí PJ hlídat Charlie a Tobyho, když Amy pracuje. Když mu jeho sousedka zaplatí za to, že mu pohlídali i jeho dítě, PJ a Emmett otvírají vlastní službu hlídaní dětí. |           |                       |                            |                    |                   |
| 74 | 18        | Charlie Whisperer     | Lodivod Charlie            | 4. listopadu 2012  | 21. září 2013     |
| Teddy je nadšená, když komunita divadla dělá její hru s Ivy jako režisérkou. Teddy chce obsadit Charlie jako hlavní roli no nejprve musí jít na konkurz. U konkurzu Charlie odmítá hrát, no jiná dívka, Tammy je úžasná a Teddy začíná žárlit a tak tlačí na Ivy aby obsadila Charlie do roli princezny, doufajíc, že Charlie neodmítne hrát. Mezitím Bob shodil hodně na váze a tak je nadšený, že může konečně nakupovat běžné oblečení. Každý je ale zděsen, když se Bob ukazuje v novém vohozu. Gabe musí do školy udělat reportáž o starší osobě a tak si vymyslí, že jeho soused Bert Doogan, má za sebou úžasnou kariéru astronauta. Když učitelka Gabea žádá, aby ho přivedl do školy, Gabe žádá Berta, aby šel do školy a lhal, že je astronaut, no ten odmítá. Gabe tedy přivádí do školy PJe převlečeného za Berta. Hostující hvězdy: Raven Goodwin jako Ivy Wentzová, Dan Desmond jako Bert Doogan, Gianna Gomez jako Tammy |           |                       |                            |                    |                   |
| 75 | 19        | Study Buddy           | Doučování                  | 11. listopadu 2012 | 28. září 2013     |
| S blížícím se přijímacím testem na vysokou školu, Teddy žádá Victora na přípravu, aby získala co nejvíce bodů. Teddy ale rychle lituje toho, že ho požádala o pomoc, když si uvědomí, jak náročné a přísné jeho vyučovací metody jsou. Mezitím budí Bobovo chrápání Tobyho a tak Amy posílá Boba dočasně spát ke Gabeovi. Charlie žádá PJe aby jí přečetl její oblíbenou knihu. Zpočátku si PJ myslí, že to bude směšné, no nakonec knize úplně propadá a nemůže se dočkat závěru. |           |                       |                            |                    |                   |
| 76 | 20        | A Duncan Christmas    | Vánoce u Duncanů           | 2. prosince 2012   | 22. prosince 2013 |
| Linda, Bobova matka se vrací, aby oslavila Vánoce s rodinou Duncanových, s čím se nedokáže smířit hlavně Amy. Věci se ještě zhorší, když Amy a Linda zjistí, že mají připravenou stejnou píseň na výroční Duncanovic štědrovečerní talentovou show. Mezitím Berou Teddy a Spencer Charlie do Země dobrodružství aby se podívali na Santu. Santa se ale rozhodne odejít právě když přicházejí na řadu. Teddy se rozhodne vzít věci do vlastních rukou. Bob se snaží zatím najít perfektní dárek pro Amy. Hostující hvězdy: Shirley Jones jako Linda Píseň: My Song For You |           |                       |                            |                    |                   |
| 77 | 21        | All Fall Down         | Všechno se rozpadá         | 20. ledna 2013     | 6. října 2013     |
| Teddy má zlomené srdce, když dostane Spencer nabídku přestěhovat se do Bostonu, poté co byl přijat na uměleckou školu. Nyní musí zachovat vztah ne dlouhou vzdálenost. Mezitím Bob chytí vzácné druhy termitů, které se později dostanou volně do domu a všechno zničí. Amy začíná soutěžit se svým vlastním miminkovským blogem s Debbie Dooleyovou. Toby teď spí s Gabem v pokoji a Gabe se snaží pro sebe najít nový prostor v domě. Na konci, termiti zničí celý dům a Duncanovi musí jít do hotelu. Poté, PJ řekne rodině, že odešel ze školy, ale jen proto, že chce jít na kuchařskou školu. Poznámka: Tento díl je hodinový speciál, v ČR vysílán jako 2 díly. |           |                       |                            |                    |                   |